# キャンディス・キャメロン・ブレ
キャンディス・ヘレイン・キャメロン・ブレ（Candace Helaine Cameron Bure、1976年4月6日 - ）は、アメリカ合衆国の女優である。シットコム『フルハウス』（ABC制作）および同作スピンオフ『フラーハウス』（Netflix製作）のD.J.タナー（・フラー）役で知られる。
兄は俳優のカーク・キャメロン、夫はロシアのアイスホッケー選手ワレリー・ブレ。

## 来歴
キャンディス・キャメロンはカリフォルニア州ロサンゼルス市パノラマシティー地区に、ロバート・キャメロンとバーバラ・ボウスミスの三女（兄カークの他にブリジッド、メリッサという2人の姉がいる）として生まれ、兄カークの俳優活動を追うように彼女も女優の道を目指すことを決心した。当初は多くのコマーシャルに出演したが、すぐに『St. Elsewhere』、『愉快なシーバー家』、『Who's the Boss』などのドラマにゲスト出演した。
1986年、10歳の時『フルハウス』のD.J.のオーディションに呼ばれプロデューサーや重役らに大きな印象を与え、パイロット番組を作った結果彼女の演技が最も適していた。
『フルハウス』に出演中、キャメロンはいくつかのテレビ映画でも役をもらった。『She Cried No』、『Night Scream』に続き、『No One Would Tell』での虐待された10代役などを演じた。『フルハウス』終了後は、やはりコメディやシットコムでの出演が多かったが、出産に伴いしばらくのあいだ映画やドラマの仕事を断り、家族や子供のために時間を作った。その間、キャメロンは少ないながら「I Love the 80's」等のコメンテーターとしてなど、いくつかのテレビ番組にも出ている。

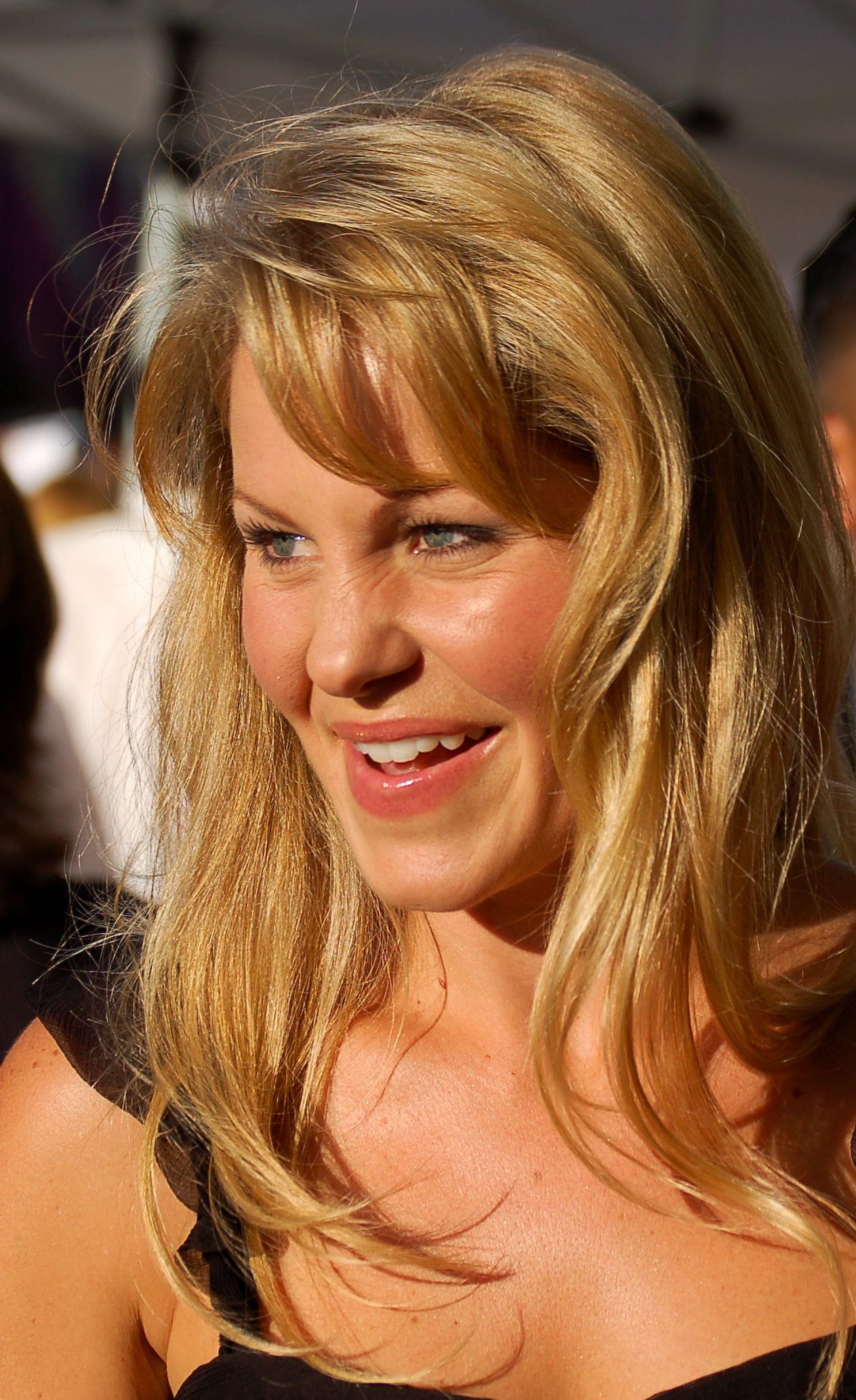
Swing Voteのプレミア（ロサンゼルス、2008年）

2007年、ディズニーチャンネルのシットコム『レイブン 見えちゃってチョー大変!』で主人公レイブンの歴史の教師役を演じた。この頃からキャメロンは再びドラマや映画への出演を増やしている。2009年から2012年にかけてABCファミリー（現:フリーフォーム）で放送されたテレビドラマ『跳べ!ロックガールズ 〜メダルへの誓い』 (Make It or Break It) でサマー役を演じた。2014年にはリアリティ番組『Dancing with the Stars』の第18シーズンに出演した。
そして2015年からホールマーク・チャンネルで『図書館司書探偵オーロラ』の主演。2016年には『フルハウス』の続編『フラーハウス』で約20年ぶりにD.J.役を演じた。
2022年からはアメリカのケーブルテレビのネットワークの一つ、グレート・アメリカン・ファミリーのCCOに就任したが、同ネットワークについて「伝統的な結婚しか取り扱わない」と発言したことで反LGBTQ的だと大きな非難を浴びた、キャンディスは同年に同性カップルが主役のホリデー映画を公開したホールマーク・チャンネルから去っている。

## 私生活

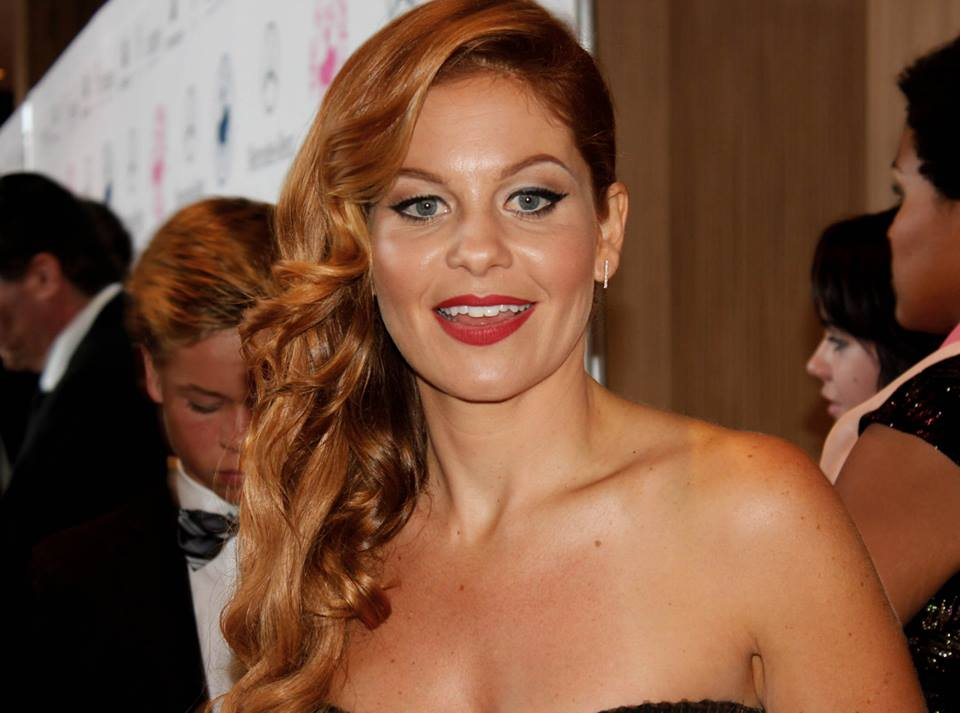
メルセデスのガラ（2014年）

1996年6月22日、プロアイスホッケーリーグ（NHL）所属のワレリー・ブレと結婚した。『フルハウス』で共演したデイブ・クーリエの紹介であった。1998年にはアイスホッケー選手として長野オリンピックに参加した夫の応援のために来日している。
3人の子供、ナターシャ・ブレ（英:Natasha Valerievna Bure、露:Наташа、1998年8月15日生）、Lev Valerievich Bure（Лев、2000年2月20日生）、Maksim Valerievich Bure（Максим、2002年1月20日生）をもうけた。なお、ナターシャは2016年にニューヨーク・コレクションにモデルとして登場したほか、オーディション番組『ザ・ヴォイス』への出演でテレビデビューを果たしている。
敬虔なキリスト教徒であり保守派。『フルハウス』での妹役であり、LGBTQ支持派のジョディ・スウィーティンとは2022年以降度々不仲説が取り沙汰されるようになっており、グレイト・アメリカン・ファミリーの方針についてのキャンディスの発言に異議を唱えたジョジョ・シワのインスタグラムでの投稿にジョディが「私はあなたのことを愛してるって知ってるでしょ？」とコメント。その後、キャンディスはジョディのインスタグラムのアカウントへのフォローを解除した。2023年にジョディの主演映画がグレイト・アメリカン・ファミリーに売却されたことについてジョディが『ガッカリした』と発言したり、2024年のパリオリンピックの開会式でレオナルド・ダ・ヴィンチの『最後の晩餐』をドラァグクイーンやトランスジェンダーのモデル達がパロディ化した演出についてキャンディスが「気持ち悪い、不快だ」とコメントした際にもジョディがインスタグラムのストーリーにて同演出を擁護するようなコメントを出すなど、二人の不仲説がその都度取り沙汰された。

## 主な出演作品
- St. Elsewhere （1982年 - 1984年）
- Who's the Boss （1987年）
- 恋しくて Some Kind of Wonderful （1987年）
- 愉快なシーバー家 Growing Pains （1987年 - 1988年）
- フルハウス Full House （1987年 - 1995年） ※D.J.タナー役
- パンチライン Punchline （1988年）
- Camp Cucamonga （1990年）
- To Grandmother's House We Go （1992年）※カメオ出演
- Monster Mash: The Movie （1995年）
- No One Would Tell （1996年）
- ボーイ・ミーツ・ワールド Boy Meets World （1997年）※ゲスト出演
- The Krew （2001年）
- アナザー・ライフ〜天国からの3日間〜 Twice in a Lifetime （2001年）※ゲスト出演
- レイブン 見えちゃってチョー大変! That's So Raven （2007年）※ゲスト出演
- Moonlight and Mistletoe （2008年）
- モール★コップ Paul Blart: Mall Cop （2009年）
- 跳べ!ロックガールズ 〜メダルへの誓い Make It or Break It　第一と第二シーズンのメインキャラクター・サマー役 （2009年 - 2012年）
- Dancing with the Stars （2014年）※リアリティ番組
- 図書館司書探偵オーロラ（2015-2022年）※主役
- フラーハウス Fuller House （2016-2020年）※D.J.タナー役